# 317809 Marot
317809 Marot è un asteroide della fascia principale. Scoperto nel 2003, presenta un'orbita caratterizzata da un semiasse maggiore pari a 2,3527382 UA e da un'eccentricità di 0,1329932, inclinata di 2,11751° rispetto all'eclittica.
L'asteroide è dedicato al poeta francese Clément Marot.